# Zabrđe (Gradec)
Zabrđe is een plaats in de gemeente Gradec in de Kroatische provincie Zagreb. De plaats telt 188 inwoners (2001).